# Пинаколиловый спирт
Пинаколиновый спирт — это тривиальное название 3,3-диметил-2-бутанола (третметилбутилкарбинола). Является вторичным спиртом с молекулярной формулой C6H14O. Хорошо растворим в этаноле и диэтиловом эфире. Применяется в промышленности в качестве растворителя лаков и красок, полупродукта при синтезе лекарственных и душистых веществ, пестицидов и боевых отравляющих веществ.
Пинаколиновый спирт включён в Часть Б Списка 2 Конвенции о Запрещении Химического Оружия как прекурсор зомана.